# Thousand Palms (Kalifornija)
Thousand Palms je naseljeno područje za statističke svrhe u američkoj saveznoj državi Kalifornija. Prema popisu stanovništva iz 2010. u njemu je živjelo 7.715 stanovnika.